# Solarisation (Landwirtschaft)
In der Landwirtschaft spricht man von Solarisation als einer Methode zur Beeinflussung von Saatgut bzw. Keimlingen und deren Bodenumgebung durch Sonnenenergie. Diese wird durch spezielle Kunststofffolie, die über die zu behandelnden Bodenbereiche ausgelegt wird, gesammelt und dem Boden zugeführt. Die Temperatur der Bodenumgebung unter der Folie steigt durch die Sammlung der Sonnenenergie auf einen für die Entwicklung der Pflanze günstigen Wert. Dieses Prinzip ähnelt dem eines Treibhauses.
Es werden dadurch Pathogene und auch Unkräuter zurückgedrängt. Die Methode findet daher besonders in der biologischen Landwirtschaft und im Gartenbau statt, wo eine chemische Bekämpfung vermieden werden sollte.

## Quelle
- James J. Stapleton: Solarization for Vegetable Weed Control. Statewide Integrated Pest Management Program. Kearney Agricultural Center, University of California. pdf
- Robert McSorley and Harsimran K. Gill: Introduction to Soil Solarization. University of Florida. pdf